# Confrontos entre Flamengo e River Plate no futebol
Partidas históricas marcam a disputa entre Flamengo e River Plate, os clubes já se enfrentaram em três diferentes competições da Conmebol: a Copa Libertadores, a Copa Mercosul e a Supercopa Libertadores. Outra atração do clássico é a disputa pertinente ao tamanho das torcidas, pois os clubes estão entre os mais populares da América do Sul, tendo o Flamengo, a maior torcida do Brasil, e o River Plate, a segunda maior torcida da Argentina.

## História
Em torneios oficiais, Flamengo e River Plate disputaram grandes confrontos. São cinco partidas pela Copa Libertadores (1982, 2018 e 2019), quatro pela Supercopa Libertadores (1991 e 1993) e quatro pela Mercosul (2000). Um fato curioso é que tanto a primeira partida, quanto o confronto mais importante (final da Libertadores de 2019) entre os dois, ocorreram na cidade de Lima, no Peru.

## Estádios
O Flamengo manda seus jogos no histórico estádio do Maracanã, que tem capacidade para 78.838 pessoas. O River Plate joga no gigante Monumental de Núñez, que foi inaugurada em 25 de maio de 1938, sua capacidade atual é de 83.214 pessoas.

## Jogos decisivos
Em decisões
- Em 2019, o Flamengo venceu o River Plate na final do Copa Libertadores da América.[6]

Principais jogos
- Em 1982, o Flamengo vence o River Plate nas duas partidas do triangular da Copa Libertadores.[7]
- Em 1991, o River Plate eliminou o Flamengo nas quartas de final da Supercopa Libertadores.[8]
- Em 1993, o Flamengo eliminou o River Plate nas quartas de final da Supercopa Libertadores.[8]
- Em 2000, o River Plate eliminou o Flamengo nas quartas de final da Copa Mercosul.[9]

## Todos os confrontos
| Lista de Jogos          |               |             |                |                            |                          |                |              |
| Data                    | Time mandante | Placar      | Time visitante | Competição                 | Estádio                  | Local          | [ 8 ] [ 10 ] |
| 3 de fevereiro de 1959  | Flamengo      | 4 x 1       | River Plate    | Torneio Hexagonal de Lima  | Estádio Nacional do Peru | Lima           | [ 8 ] [ 10 ] |
| 22 de dezembro de 1959  | Flamengo      | 2 x 1       | River Plate    | Jogo amistoso              | Maracanã                 | Rio de Janeiro | [ 8 ] [ 10 ] |
| 20 de fevereiro de 1960 | River Plate   | 1 x 1       | Flamengo       | Jogo amistoso              | Monumental de Núñez      | Buenos Aires   | [ 8 ] [ 10 ] |
| 23 de fevereiro de 1960 | River Plate   | 4 x 1       | Flamengo       | Jogo amistoso              | Monumental de Núñez      | Buenos Aires   | [ 8 ] [ 10 ] |
| 15 de janeiro de 1961   | River Plate   | 0 x 1       | Flamengo       | Torneio Octogonal de Verão | Monumental de Núñez      | Buenos Aires   | [ 8 ] [ 10 ] |
| 22 de outubro de 1982   | River Plate   | 0 x 3       | Flamengo       | Copa Libertadores          | Monumental de Núñez      | Buenos Aires   | [ 8 ] [ 10 ] |
| 02 de novembro de 1982  | Flamengo      | 4 x 2       | River Plate    | Copa Libertadores          | Maracanã                 | Rio de Janeiro | [ 8 ] [ 10 ] |
| 16 de outubro de 1991   | River Plate   | 1 x 0       | Flamengo       | Supercopa da Libertadores  | Monumental de Núñez      | Buenos Aires   | [ 8 ] [ 10 ] |
| 23 de outubro de 1991   | Flamengo      | 2 x 1 (3x4) | River Plate    | Supercopa da Libertadores  | Maracanã                 | Rio de Janeiro | [ 8 ] [ 10 ] |
| 20 de outubro de 1993   | River Plate   | 2 x 1       | Flamengo       | Supercopa da Libertadores  | Monumental de Núñez      | Buenos Aires   | [ 8 ] [ 10 ] |
| 27 de outubro de 1993   | Flamengo      | 1 x 0 (6x5) | River Plate    | Supercopa da Libertadores  | Maracanã                 | Rio de Janeiro | [ 8 ] [ 10 ] |
| 22 de agosto de 2000    | Flamengo      | 1 x 2       | River Plate    | Copa Mercosul              | Maracanã                 | Rio de Janeiro | [ 8 ] [ 10 ] |
| 26 de setembro de 2000  | River Plate   | 0 x 0       | Flamengo       | Copa Mercosul              | Monumental de Núñez      | Buenos Aires   | [ 8 ] [ 10 ] |
| 31 de outubro de 2000   | Flamengo      | 1 x 2       | River Plate    | Copa Mercosul              | Maracanã                 | Rio de Janeiro | [ 8 ] [ 10 ] |
| 8 de novembro de 2000   | River Plate   | 4 x 3       | Flamengo       | Copa Mercosul              | Monumental de Núñez      | Buenos Aires   | [ 8 ] [ 10 ] |
| 28 de fevereiro de 2018 | Flamengo      | 2 x 2       | River Plate    | Copa Libertadores          | Engenhão                 | Rio de Janeiro | [ 8 ] [ 10 ] |
| 23 de maio de 2018      | Flamengo      | 0 x 0       | River Plate    | Copa Libertadores          | Monumental de Núñez      | Buenos Aires   | [ 8 ] [ 10 ] |
| 23 de novembro de 2019  | Flamengo      | 2 x 1       | River Plate    | Copa Libertadores          | Monumental "U"           | Lima           | [ 8 ] [ 10 ] |